# Lottyhaus
Lottyhaus je klasicistní budova stojící na Masarykově náměstí v místní části Fryštát v katastrálním území Karviná-město. Stavba včetně spojovací nadzemní chodby byla v období 1958–1987 kulturní památkou České republiky.

## Historie
Lottyhaus byl pravděpodobně postaven na gotických nebo renesančních základech měšťanského domu, který spolu s dalšími třemi domy tvořil rámec náměstí (v místě dnešního parčíku před zámkem). V roce 1800 byla budova postavena stavitelem Antonem Endlichem jako sídlo vrchnostenského úřadu s konírnou v přízemí. Spojovací nadzemní chodba byla postavena v závěru 19. století. V roce 1910 byla zastřešena pilovou střechou se světlíkem. V roce 1936 byla budova opravena. Po válce od roku 1945 do 1951 byla majitelem společnost Ostravsko-karvinských kamenouhelných dolů, poté zeměměřický úřad a později zde byly byty a sídlo Místního národního výboru Karviná. V roce 1990 se stalo majitelem město Karviná, která budovu Lottyhausu v období 1999–2003 rekonstruovalo. Poprvé zpřístupněna byla v roce 2003.

## Popis

### Exteriér
Lottyhaus je rohová dvojpodlažní empírová zděná budova na půdorysu obdélníku s pilovou střechou a světlíkem. Tvoří samostatné křídlo zámku, se kterým je spojeno dřevěnou chodbou nadzemní chodbou v druhém nadzemním podlaží. Fasáda svým členěním odpovídá fasádě zámku. Hlavní fasáda otevřená do náměstí je členěna pěti okenními osami se vstupem ve střední ose. Boční fasáda má jedenáct okenních os se vstupem ve střední ose. Okna jsou obdélná s šesti skleněnými tabulkami (dvě okenní křídla se dvěma tabulkami a dvě křídla s jednou skleněnou tabulkou) v šambránách s uchy a kapkami, lemována lištou a s klenákem uprostřed. Fasáda v přízemí je členěna pásovou bosáží. Mezi patry je kordonová římsa. Druhé podlaží je členěno lizénovými rámy a podstřešní římsou, na kterou navazuje atikové patro členěné lizénovými rámy a slepými okny s okenicemi.

### Interiér
Dispozice domu je podélná třítraktová s průběžnou chodbou uprostřed v obou patrech. Chodba je zaklenuta stlačenou valenou klenbou a plackou.Z boku na chodbu navazuje vestibul bočního vchodu. Po obou stranách chodby v přízemí jsou místnosti s plochým stropem a pruskými plackami, v patře jsou plochostropé místnosti. Do patra vede dřevěné schodiště s vyřezávaným dřevěným zábradlím. V budově je patnáct místností s dobový nábytkem a kopiemi textilních tapet, které jsou využívány po galerijní účely.

## Galerie

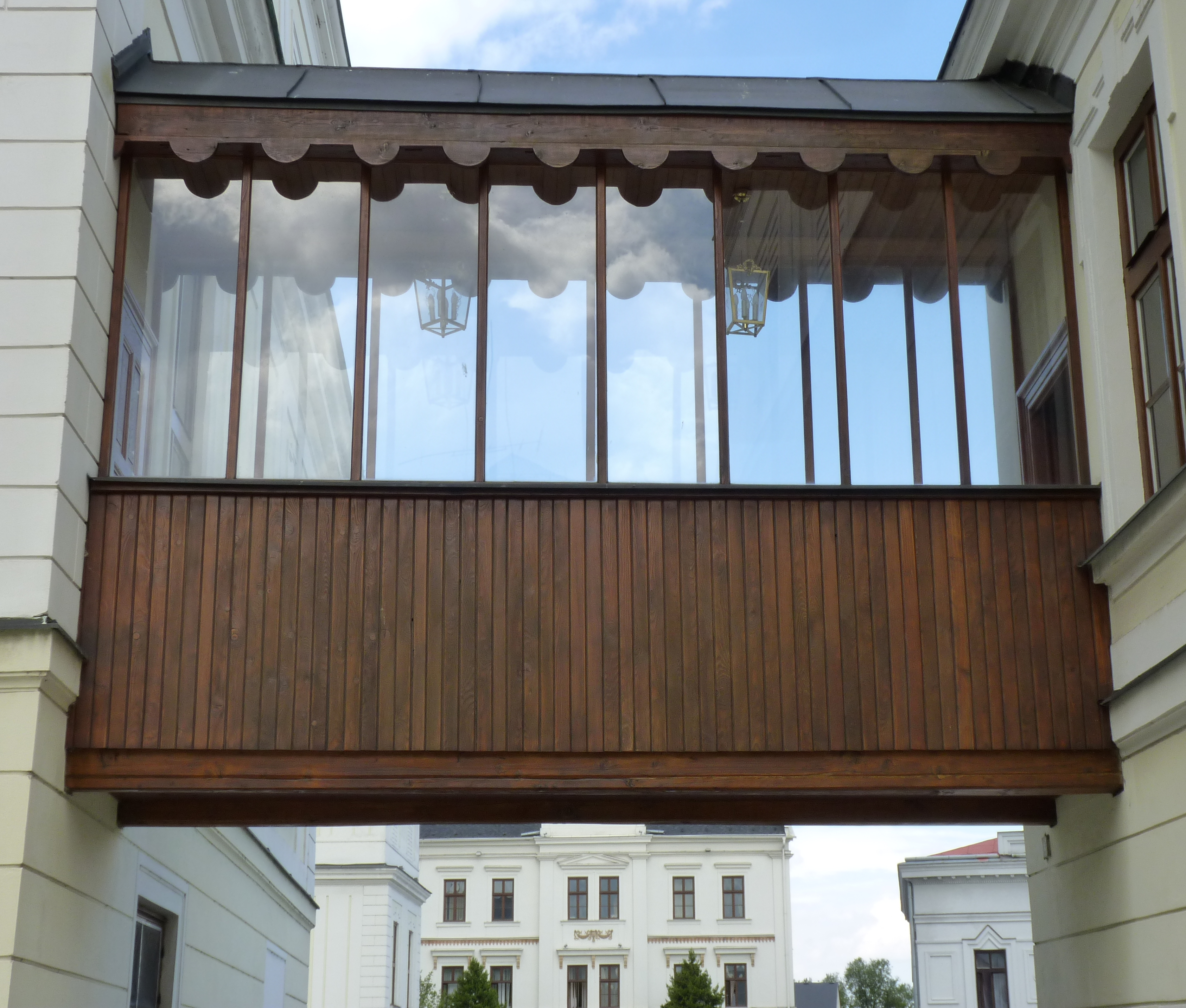
Nadzemní spojovací chodba mezi Lottyhausem a zámeckým křídlem
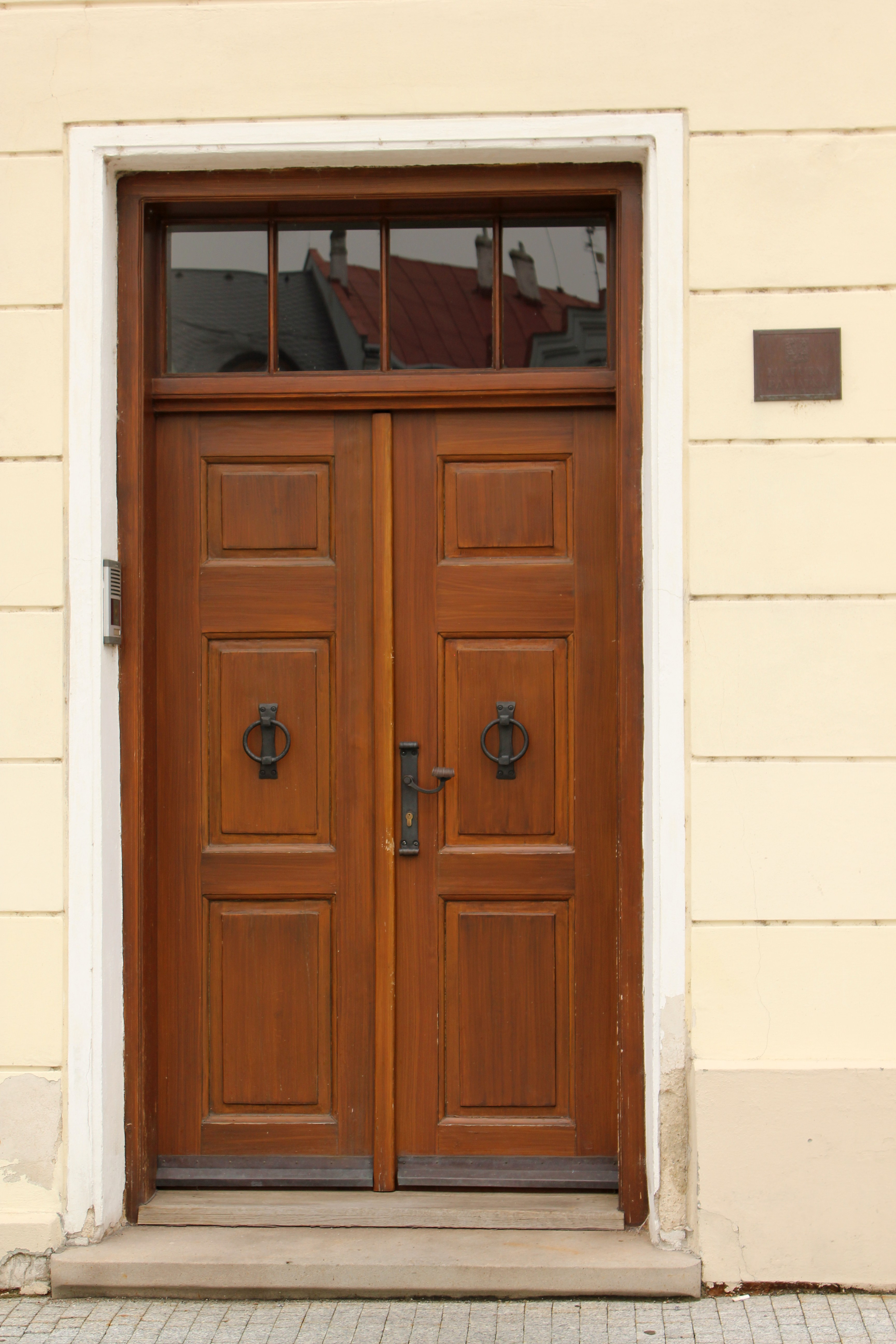
Boční vstupní dveře
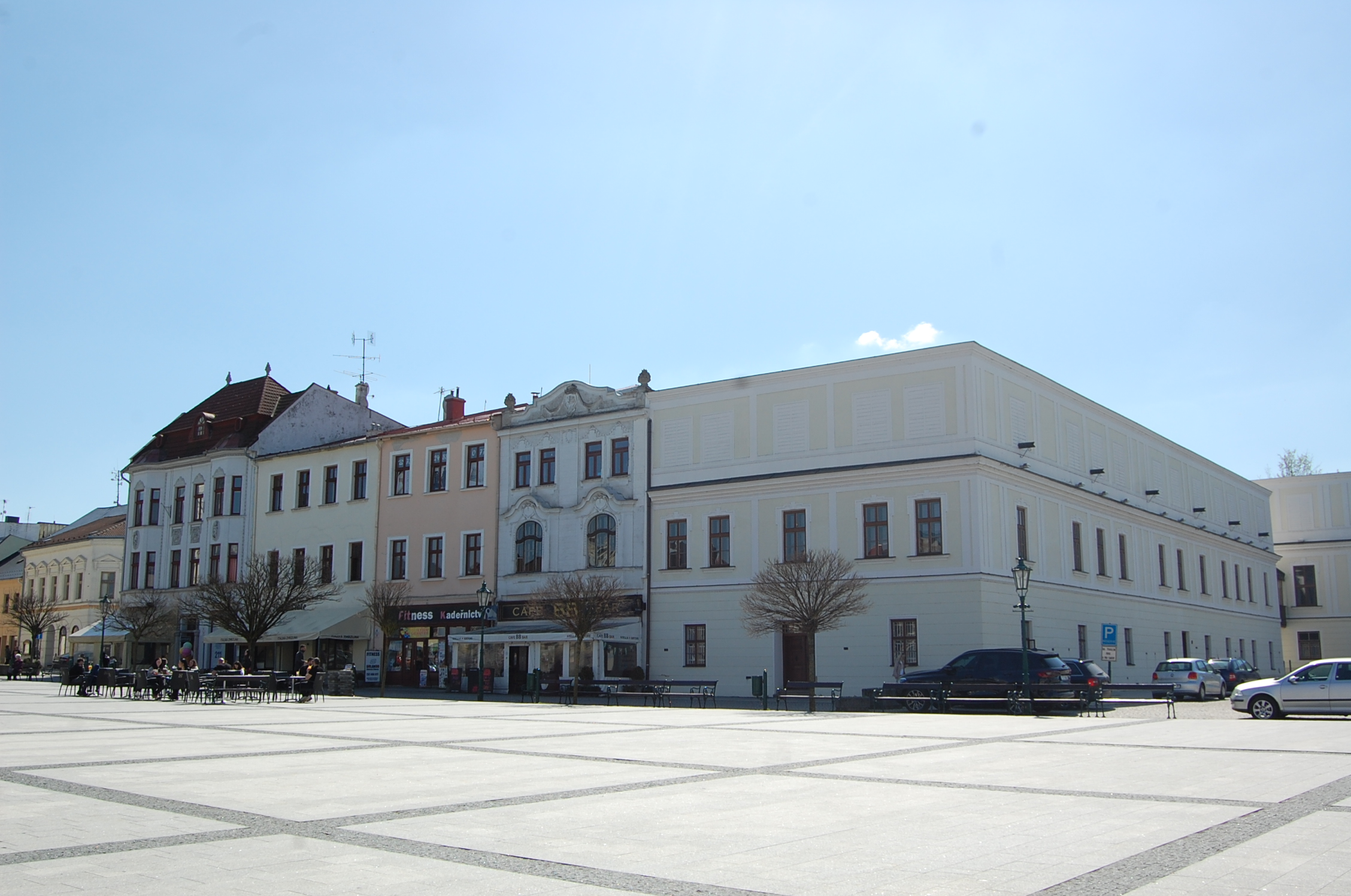
Nárožní budova Lottyhausu